# Rinorea oraria
Rinorea oraria là một loài thực vật thuộc họ Violaceae. Đây là loài đặc hữu của Venezuela.